# 辐射凤仙花
辐射凤仙花（学名：Impatiens radiata）是凤仙花科凤仙花属的植物。分布于不丹、印度、尼泊尔、锡金以及中国大陆的西藏、四川、云南、贵州等地，生长于海拔2,100米至3,500米的地区，多生长于山坡湿润草丛中或林下阴湿处，目前尚未由人工引种栽培。